# Маскігон-Гайтс (Мічиган)
Маскігон-Гайтс (англ. Muskegon Heights) — місто (англ. city) в США, в окрузі Маскігон штату Мічиган. Населення — 9917 осіб (2020).

## Географія
Маскігон-Гайтс розташований за координатами 43°12′7″ пн. ш. 86°14′27″ зх. д. / 43.20194° пн. ш. 86.24083° зх. д. (43.201921, -86.240963).  За даними Бюро перепису населення США в 2010 році місто мало площу 8,25 км², з яких 8,25 км² — суходіл та 0,00 км² — водойми.

## Демографія
Згідно з переписом 2010 року, у місті мешкало 10 856 осіб у 3996 домогосподарствах у складі 2682 родин. Густота населення становила 1316 осіб/км².  Було 4842 помешкання (587/км²).
Расовий склад населення:
| - 78,3 % — чорних або афроамериканців - 16,0 % — білих - 0,3 % — корінних американців - 0,1 % — азіатів - 1,4 % — осіб інших рас |

До двох чи більше рас належало 3,8 %. Частка іспаномовних становила 4,2 % від усіх жителів.
За віковим діапазоном населення розподілялося таким чином: 32,3 % — особи молодші 18 років, 58,1 % — особи у віці 18—64 років, 9,6 % — особи у віці 65 років та старші. Медіана віку мешканця становила 30,3 року. На 100 осіб жіночої статі у місті припадало 86,1 чоловіків;  на 100 жінок у віці від 18 років та старших — 78,3 чоловіків також старших 18 років.
Середній дохід на одне домашнє господарство  становив 28 922 долари США (медіана — 20 083), а середній дохід на одну сім'ю — 32 171 долар (медіана — 22 445). Медіана доходів становила 36 827 доларів для чоловіків та 23 233 долари для жінок. За межею бідності перебувало 45,2 % осіб, у тому числі 66,3 % дітей у віці до 18 років та 16,4 % осіб у віці 65 років та старших.
Цивільне працевлаштоване населення становило 3119 осіб. Основні галузі зайнятості: освіта, охорона здоров'я та соціальна допомога — 27,4 %, виробництво — 27,1 %, мистецтво, розваги та відпочинок — 13,2 %, роздрібна торгівля — 9,1 %.